# Torre de Vilar
La torre de Vilar es una torre medieval fortificada que hizo las veces de residencia nobiliar y símbolo de poder. Está situada dentro del término de Vilar do Torno e Alentém, en Lousada, norte de Portugal. Sirve como atalaya sobre el valle del río Sousa y forma parte de la Ruta del Románico del valle del Sousa. En 1978 fue declarada inmueble de interés público.
La torre, de 14 metros de altura y 5 plantas, fue levantada en el siglo XIII o el XIV a instancias de los señores de Riba de Vizela, atribuyéndose su encargo a Gil Martins de Riba Vizela a partir de un documento de 1258. Sus muros son de sillería de granito y presentan numerosas ventanas saeteras. De las plantas interiores se conservan algunas ménsulas, que soportaban las vigas de los forjados de madera.